# Death Walks Behind You
Death Walks Behind You je druhé studiové album britské rockové skupiny Atomic Rooster. Album bylo nahráno v klasické sestavě skupiny, John Du Cann – Vincent Crane – Paul Hammond. Album vyšlo v září roku 1970.

## Seznam skladeb
| Strana 1 | Strana 1               | Strana 1       | Strana 1 |
| Pořadí   | Název                  | Autor          | Délka    |
| -------- | ---------------------- | -------------- | -------- |
| 1.       | Death Walks Behind You | Du Cann, Crane | 7:28     |
| 2.       | VUG                    | Crane          | 4:57     |
| 3.       | Tomorrow Night         | Crane          | 3:56     |
| 4.       | Seven Lonely Streets   | Du Cann        | 6:40     |

| Strana 2       | Strana 2             | Strana 2       | Strana 2 |
| Pořadí         | Název                | Autor          | Délka    |
| -------------- | -------------------- | -------------- | -------- |
| 1.             | Sleeping for Years   | Du Cann        | 5:24     |
| 2.             | I Can't Take No More | Du Cann        | 3:32     |
| 3.             | Nobody Else          | Du Cann, Crane | 4:58     |
| 4.             | Gershatzer           | Crane          | 7:58     |
| Celková délka: | Celková délka:       | Celková délka: | 45:27    |

## Sestava
- John Du Cann – kytara, zpěv
- Vincent Crane – Hammondovy varhany, klavír, doprovodný zpěv
- Paul Hammond – bicí, perkuse